# 天上太陽紅彤彤

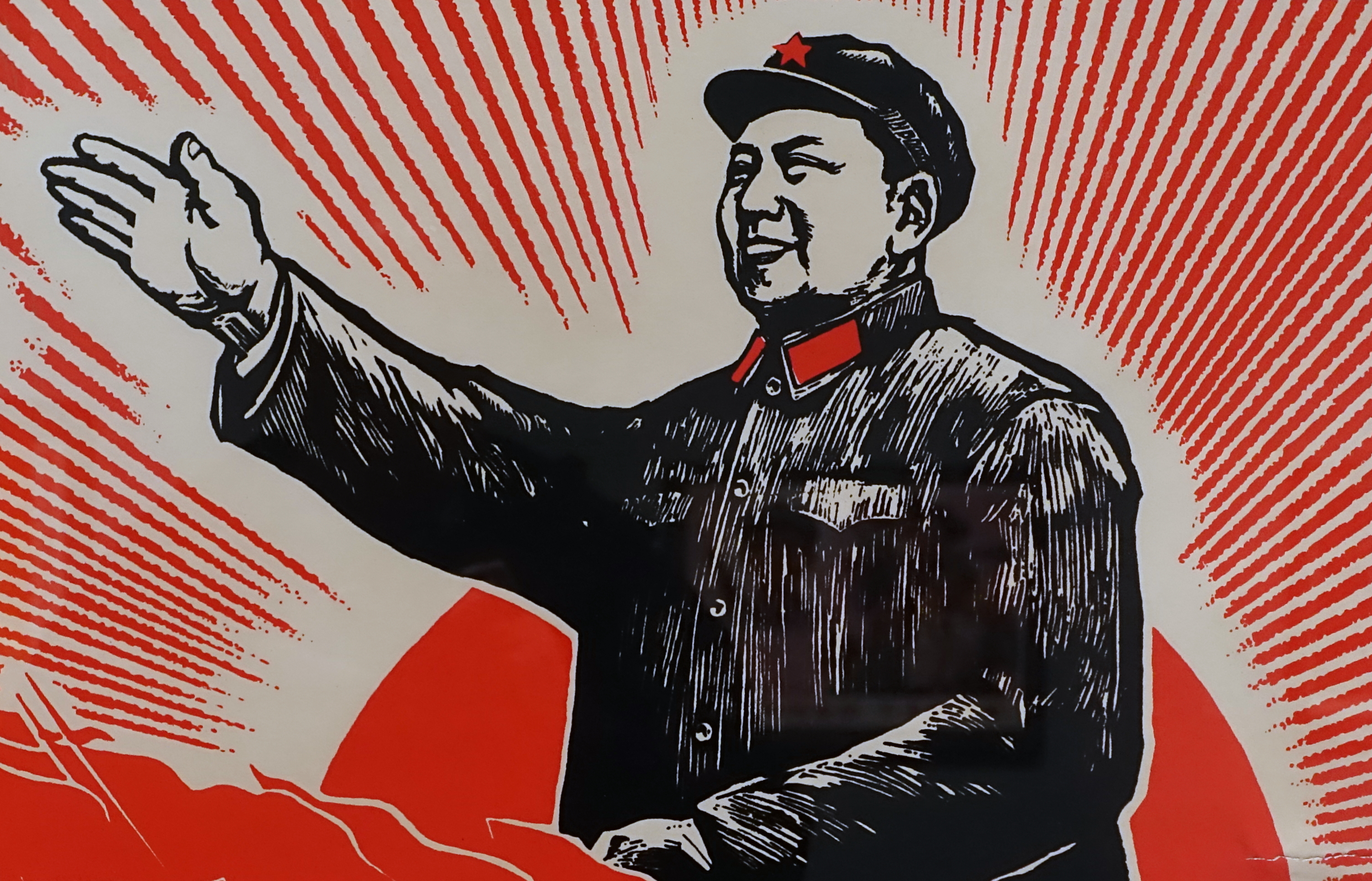
1968年毛澤東主席石版畫。

《天上太陽紅彤彤》是一首歌頌毛澤東（1893～1976年）的紅色歌曲。2021年，此曲在西方世界的網路社群上意外爆紅。

## 背景
《天上太陽紅彤彤》由許文章（一說為許文幸）作詞、宋揚作曲，改編自江西民歌《採茶謠》。
「紅彤彤」一詞是各種歌曲和宣傳資料中用來美化毛澤東的顯著隱喻。這類歌曲旨在強化毛澤東作為中國共產黨核心人物和民族救世主的形象。《天上太陽紅彤彤》就是眾多運用這意象的歌曲之一。
它經常與同一時期另一首著名歌曲《東方紅》（1950年代）混淆或互換使用，後者也運用了「紅彤彤」的意象。雖然《東方紅》在國際上更為知名，但《天上太陽紅彤彤》與塑造毛澤東形象的歌曲屬於同一類型。

## 改編與傳承
1949年湖南和平解放，宋揚與另外一位音樂家易揚一起在長沙將《天上太陽紅彤彤》改編為四部和聲，當時《天上太陽紅彤彤》就已經廣為流傳了。1974年5月出版的《戰地新歌》第三集收錄了《天上太陽紅彤彤》。1991年發行的毛澤東頌歌合集《紅太陽——毛澤東頌歌新節奏聯唱》亦包含此曲。歌手胡彥斌亦翻唱過此曲，收錄於2009年發行的專輯《紅歌》中。

## 網路爆紅
2021年，此曲在西方世界的網路社群上意外爆紅，成為一個網路迷因，網友將此曲和其他與中華人民共和國有關的迷因混合使用，例如Bing Chilling、小熊維尼和社會信用體系迷因，這種使用方式被視為對中國共產黨的嘲諷。